# Ekemblemaria lira
Ekemblemaria lira är en fiskart som beskrevs av Roxanne Irene Hastings 1992. Ekemblemaria lira ingår i släktet Ekemblemaria och familjen Chaenopsidae. IUCN kategoriserar arten globalt som otillräckligt studerad. Inga underarter finns listade i Catalogue of Life.